# Акрам Вали
Акрам Вали (настоящее имя Акрам Мухаррямович Валеев; баш. Әкрәм Вәли, Әкрәм Мөхәррәм улы Вәлиев; 28 июля [10 августа] 1908, Аблаево, Уфимская губерния — 19 марта 1963, Уфа) — советский башкирский писатель и поэт, переводчик. Участник Великой Отечественной войны.

## Биография
Акрам Вали родился 28 июля 1908 года в селе Аблаево Белебеевского уезда Уфимской губернии, ныне Чекмагушевского района Башкортостана.
Учился в школе в с. Аблаево. В 1932 году окончил Башкирский государственный пединститут (ныне Уфимский университет науки и технологий). В 1932—1934 годы служил в рядах Красной Армии. После демобилизации работал редактором в Башкирском книжном издательстве. Некоторое время трудился ответственным секретарем Союза писателей Башкирии.
В годы Великой Отечественной войны принимал участие в боях с немецко-фашистскими оккупантами. За проявленное мужество и отвагу награждён орденом Боевого Красного Знамени и медалями. После войны Акрам Вали вновь продолжил работу в Башкнигоиздате.
В 1953—1955 годы был ответственным редактором журнала «Эдэби Башкортостан».
Первое произведение Акрама Вали — эссе «Люблю» было напечатано в 1928 году в журнале «Сэсэн». Через три года вышел сборник его стихов под названием «Сила». В 1952 году Акрам Вали на основе своей повести «Парни нашего края» написал крупное произведение — роман «Первые шаги», где осветил пути формирования национальной интеллигенции в годы Советской власти.
С 1939 года работал редактором в книжном издательстве, в 1940 году занял должность секретаря Союза писателей СССР. С 1952 по 1955 год был главным редактором журнала «Эдэби Башкортостан».
Создал ряд сборников стихов, повести и рассказы, а также написал несколько романов: «Первые шаги» (1952), посвящённый формированию новой национальной интеллигенции в Башкирской АССР, «Майский дождь» (1958), «Цветок шиповника» (1963), в котором рассказывается о буднях современного писателю башкирского села. Также известен как переводчик: перевёл с русского на башкирский ряд произведений Пушкина, Лермонтова, Некрасова, Гаршина.
В послевоенное время Акрам Вали активно работал и в области детской литературы. Книги «Четыре времени», «Зеленые друзья», «Под солнцем и в тени» и другие увлекательно, красочно рассказывают о жизни подрастающего поколения.
Умер писатель 19 марта 1963 года.

## Память
На доме в Уфе, где жил Акрам Вали, установлена мемориальная доска. Его имя увековечено в названии улиц Уфы и села Аблаево. В школьном музее и сельской библиотеке бережно хранятся материалы о писателе.

## Награды
- орден Красного Знамени (26.5.1945)[1].
- медали.